# Hamer Guitars
Hamer Guitars (МФА: [heɪmər]) — американский производитель электрогитар, основанный в 1973 году в Уилметте, штат Иллинойс, владельцами магазина винтажных гитар Полом Хеймером и Джолом Данцигом. Первые инструменты компании были разработаны на основе Gibson Explorer (The Standard) и Gibson Flying V (Vector), а затем были добавлены более традиционные модели в стиле Gibson, такие как Sunburst. Hamer Guitars, как правило, считается первым «бутиковым» брендом электрогитар в винтажном стиле, ориентированным на профессиональных музыкантов, и первым производителем гитар, выпустившим 12-струнную бас-гитару.
Компания была основана в Иллинойсе в 1976 году Джоном Монтгомери, Джолом Данцигом, Джеймсом Уокером и Хамером. В 1988 году она была приобретена Kaman Music Corporation, которая, в свою очередь, была куплена Fender Musical Instruments Corporation в 2008 году. Компания Hamer предлагала широкий ассортимент электрогитар и электробасов и с момента своего основания уделяла особое внимание производству высококачественных инструментов с винтажной эстетикой, а также творческим инновациям.
Компания Kaman выпустила более дешёвую линейку инструментов азиатского производства под названием Hamer XT Series и Slammer by Hamer, производство которых было прекращено в 2009 году.
После 4-летнего перерыва, связанного с тем, что в 2013 году компания Fender прекратила выпуск моделей Hamer, бренд был вновь представлен как дочерняя компания KMC Music, которая в том же году объявила о возвращении импортных гитар Hamer на выставке NAMM Show.

## История
Первая гитара Hamer, бас-гитара Flying V, была изготовлена в магазине старинных инструментов Northern Prairie Music в Уилметте, штат Иллинойс, которым владели Хамер и Данциг. Магазин обслуживал музыкантов, интересовавшихся высококачественными инструментами. Этот первый инструмент послужил основой для новой компании Hamer Guitars.
Хамер начал рекламировать свои инструменты в 1974 году, размещая небольшие чёрно-белые объявления в гитарных журналах. Компания Hamer Guitars Inc. была зарегистрирована в Иллинойсе в 1976 году Джоном Монтгомери, Джолом Данцигом, Полом Хамером и Джеймсом Уокером. В 1977 году компания заняла 10 тысяч долларов у отца Пола Хамера, открыла магазин в Палатине, штат Иллинойс, и наняла семь сотрудников. В то время деревообработка была передана на субподряд компании Tom Holmes в Нэшвилле, штат Теннесси, а покраска и настройка (натяжение струн) выполнялись в мастерской Palatine. До этого момента производство заключалось в изготовлении единичных экземпляров оригинальных гитар «Standard» и «Flying V» по индивидуальному заказу Джона Монтгомери или Джима Бича. Новое соглашение с Холмсом позволило компании Hamer расширить ассортимент, выпустив более популярный инструмент под названием «Sunburst». До этого расширения клиентами Hamer были только известные гастролирующие группы, такие как Kiss, Bad Company, Wishbone Ash, Jethro Tull и Savoy Brown. В конце 1970-х — середине 1980-х Def Leppard использовали гитары и бас-гитары Hamer.

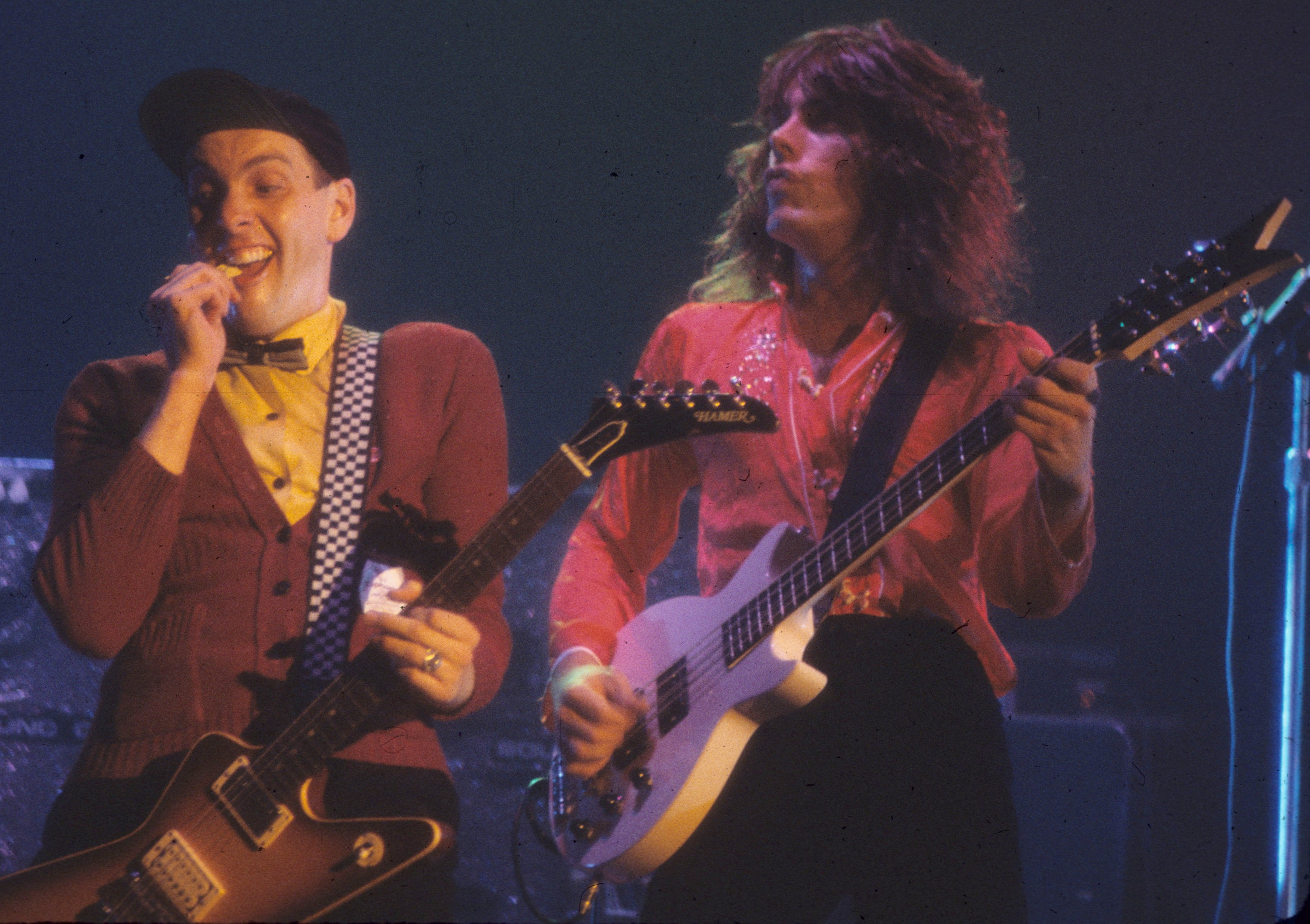
Cheap Trick на сцене в 1977 году со своими инструментами Hamer: Нильсен, Рик (слева) со стандартной моделью и Петтерссон, Том (басист) с 10-струнной бас-гитарой

Чтобы привлечь более широкий рынок, в 1977 году компания Hamer представила свою первую серийную гитару Sunburst. Сообщалось, что в неделю производилось около 10 гитар. В то время компания стала ещё популярнее благодаря известному музыканту Рику Нильсену из Cheap Trick и использованию этой группой восьми- и двенадцатиструнных бас-гитар Hamer. В 1978 году Фрэнк Унтермайер присоединился к компании в рамках попытки Hamer расширить свой бизнес по всему миру. Унтермайер был партнёром и менеджером по международным продажам.

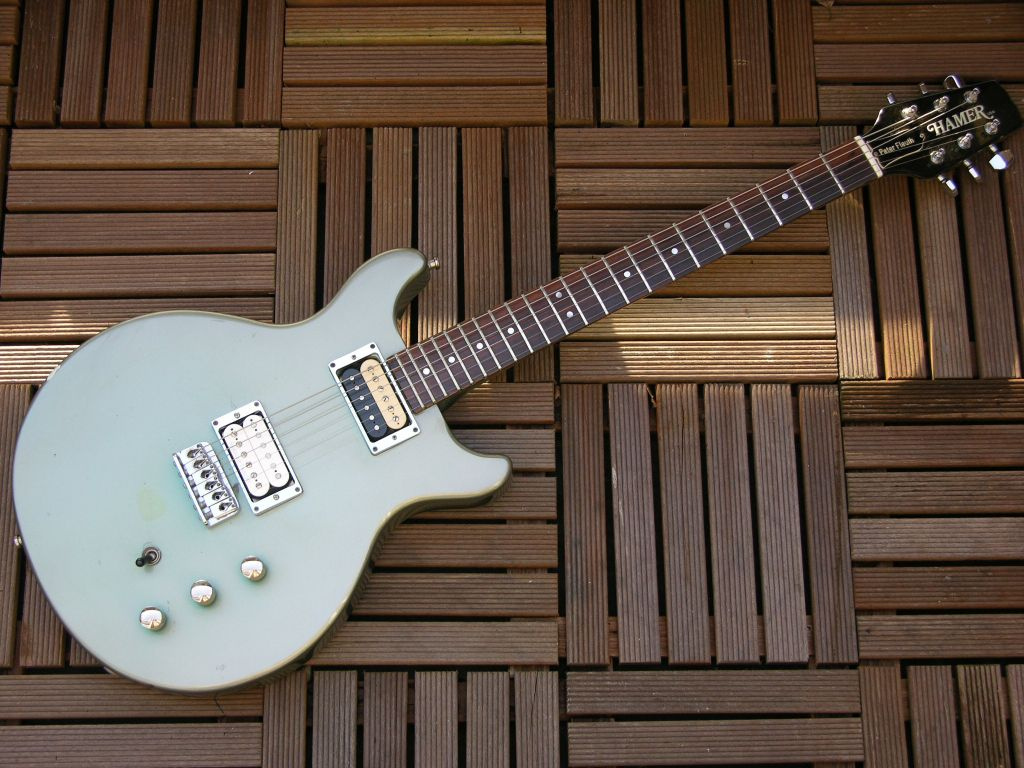
Модель «Special» 1980 года

В 1980 году компания Hamer переехала в более просторное помещение в Арлингтон-Хайтс, пригороде Чикаго. Именно в этот момент все производственные процессы были переведены в штат, а Данциг стал контролировать производство и дизайн. Штат вырос до 12 человек, и Hamer Guitars продолжала выпускать новые модели, такие как «Special», «Cruisebass», «Prototype», «Blitz» и «Phantom». Пол Хеймер, президент компании и главный продавец, ушел в 1987 году, чтобы продолжить карьеру в розничной торговле. Затем к Kaman Music обратились с просьбой заняться продажами, в то время как остальные владельцы сосредоточились на производстве. Kaman Music согласилась приобрести Hamer в конце 1988 года.

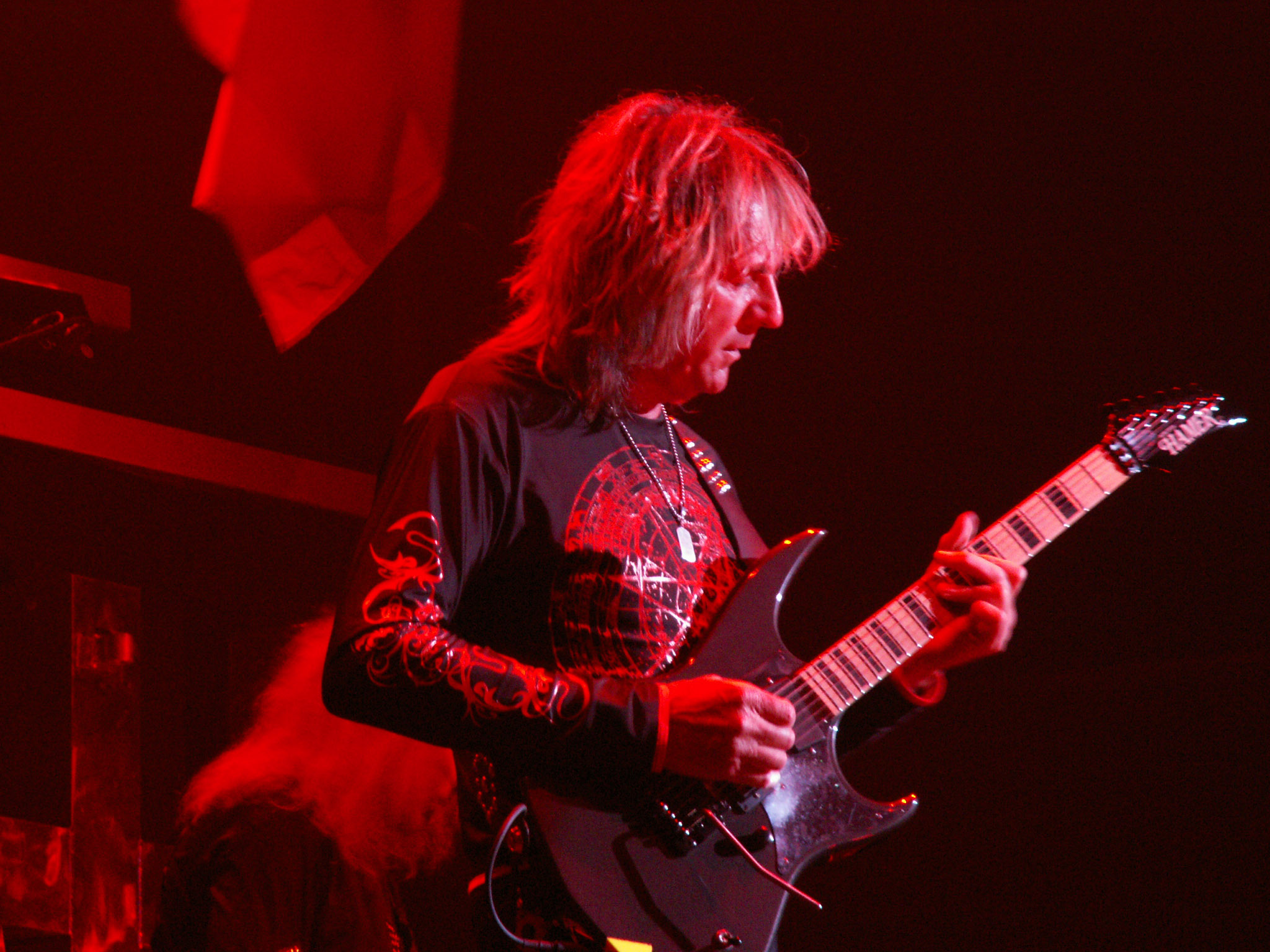
Гленн Типтон из Judas Priest с Hamer Phantom GT

В эту эпоху появились модели Hamer для Judas Priest. Гленн Типтон разработал и использовал две очень известные гитары Hamer: несерийную Hamer GT Custom, представленную в 1986 году, и Hamer Phantom GT. Гитара GT Custom, разработанная Типтоном, имеет уникальный дизайн, основанный на классической асимметричной V-образной форме, но оптимизированный для баланса, и оснащена звукоснимателями Seymour Duncan и EMG. Phantom GT имел более традиционный дизайн суперстрата с двумя вырезами, оснащенного звукоснимателями EMG. Обе гитары до сих пор используются Типтоном на сцене по состоянию на 2020 год.
Проработав в Kaman пять лет, Данциг покинул компанию в 1993 году и переехал в Калифорнию, чтобы начать заниматься дизайном и консалтингом.
В 1997 году компания Kaman Music перевела Hamer в небольшой магазин в Нью-Хартфорде, штат Коннектикут, где располагалась компания Ovation Guitars. Десять из 42 сотрудников были переведены в Нью-Хартфорд вместе с Данцигом, который занимал должность технического директора. Унтермайер был генеральным директором как Hamer, так и Ovation. Затем Hamer сосредоточилась на выпуске высококачественных моделей, ориентированных на элитный и коллекционный рынок. Бренд-менеджер Фрэнк Риндон взял на себя все обязанности по маркетингу, рекламе и продажам. 31 декабря 2007 года Hamer вместе с материнской компанией Kaman Music была приобретена гитарным гигантом Fender Musical Instruments.
Хеймер живёт в Чикаго, где он управляет розничным каркасным бизнесом. Данциг покинул Fender в 2010 году, чтобы создавать инструменты под маркой Jol Dantzig Guitar Design. Унтермайер покинул компанию в 2012 году и сейчас руководит глобальной цепочкой поставок производителя гитар C. F. Martin & Company.
В декабре 2012 года компания Fender объявила, что Hamer больше не будет производить гитары и компания прекратит свою деятельность.
25 января 2017 года компания KMC Music объявила на выставке NAMM 2017 о возобновлении производства импортных гитар Hamer в пяти моделях.